# Another Town, Another Train
«Another Town, Another Train» (с англ. — «Другой город, ещё один поезд») — песня, записанная шведской группой ABBA на студии KMH Studios.
Песня была выпущена как 7" виниловая пластинка в Японии в 1973 году с целью продвижения дебютного альбома группы, Ring Ring. «Another Town, Another Train» также была выпущена как сингл на лейбле Playboy Records в США в дополнение к первому синглу группы «People Need Love» (не очень успешному). Песня также была записана на немецком языке под названием «Wer im Wartesaal der Liebe steht» (автор текста Fred Jay) в качестве второй стороны для немецкого релиза песни «Ring Ring».

## Версии песни

### Официальные версии (ABBA)
- «Another Town, Another Train» (английская версия)
- «Wer im Wartesaal der Liebe steht» (немецкая версия)

### Кавер-версии
- Ансамбль Nashville Train записал свою версию в 1977 году для альбома ABBA Our Way.